# Холл, Джордж Генри
Джордж Холл (англ. George Henry Hall; 1825—1913) — американский художник.
Изучал живопись в Дюссельдорфе и Париже, работал и жил в Нью-Йорке и в Европе.

## Биография
Родился 21 сентября 1825 года в Бостоне, штат Массачусетс (по другим данным в Манчестере, штат Нью-Гэмпшир). В возрасте четырёх лет его отец — продавец пиломатериалов, предки которого приехали в США в начале XVIII века из Ирландии — перевез семью в Манчестер (по другим данным — наоборот, из Манчестера в Бостон).
В Бостоне обучался в государственной школе, затем изучал искусство. Здесь Джордж присоединился к объединению Boston Art Fssociation, встречался с его членами, делился впечатлениями и выслушивал советы. Несколько своих работ он отослал в New York Art Union, где они были проданы. В 1849 году Холл отправился вместе с Истменом Джонсоном на учёбу в Европу. Они более года учились в Дюссельдорфской академии художеств. Затем Холл поехал во Францию, где обучался в течение года в Париже. Также побывал в Швейцарии и в Италии, где у него была студия в Риме.
В 1852 году Джордж Холл вернулся в США и поселился в Нью-Йорке, где открыл собственную студию. В дальнейшем он неоднократно путешествовал и провел в общей сложности более 20 лет за рубежом. Он несколько раз посетил Испанию, побывал в Палестине и Египте, где некоторое время проработал. У него было много друзей в Школе реки Гудзон. В 1853 году Холл был избран ассоциированным, а в 1868 году — действительным членом Национальной академии дизайна. Также он был членом ассоциации Century Association — общественного клуба в Нью-Йорке. В 1874 году его студия в Нью-Йорке находилась в Tenth Street Studio Building, где он работал много лет. В Катскильских горах, излюбленном месте многих художников XIX века, Холл построил дом и студию возле La Belle Falls, где он работал и встречался с друзьями и художниками.
Он выставлял свои картины в Пенсильванской академии изящных искусств (1853—1968), в Бруклинской художественной ассоциации (1861—1881), Национальной академии дизайна (1862—1900), Институте искусств Чикаго (1888) и Бостонском художественном клубе (1881 и 1889); также в Англии — в Королевской английской академии, в Британском институте, галерее Суффолк-стрит в Лондоне (1858—1874).
Умер Джордж Холл 17 февраля 1913 года в Нью-Йорке. Похоронен на городском кладбище Грин-Вуд.

## Труды
На протяжении своей карьеры Джордж Холл продал более 1600 картин. Произведения художника находятся во многих музейных коллекциях Европы и США: в Рокфеллеровском художественном музее, Художественном музее фирмы «Крайслер», художественном музее Джорджии, Бостонском музее изящных искусств, Смитсоновском американском художественном музее, Бруклинском музее искусства и Музее Метрополитен.

Некоторые работы
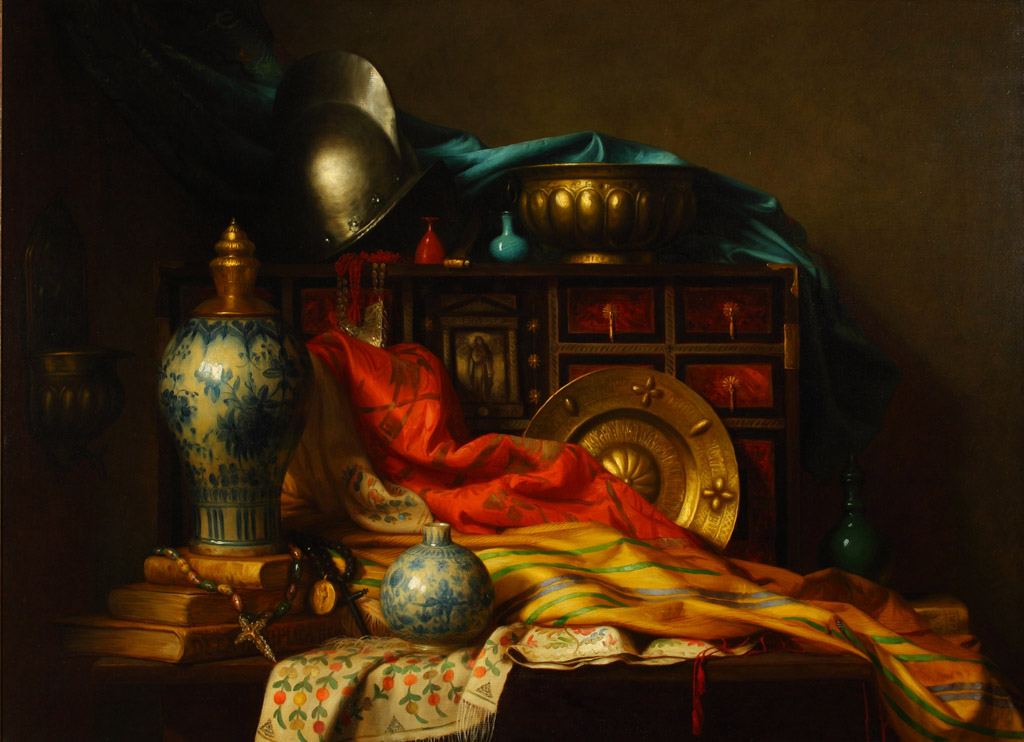
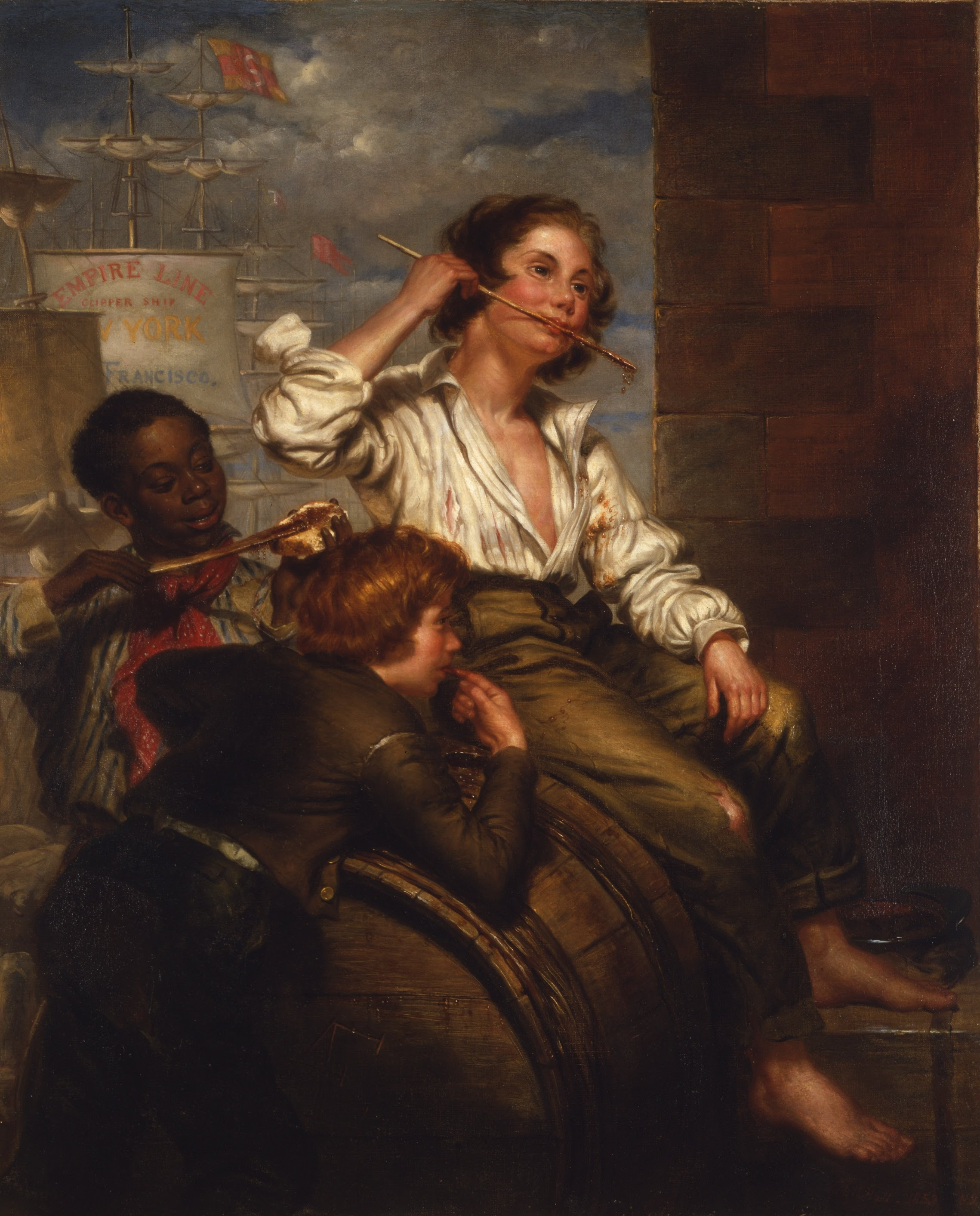
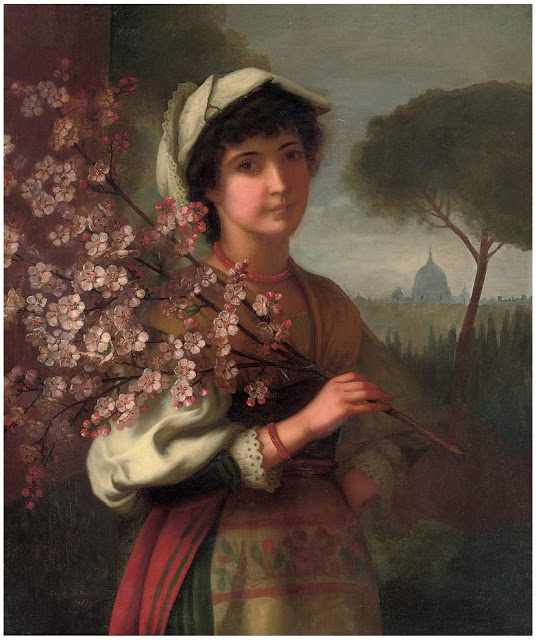
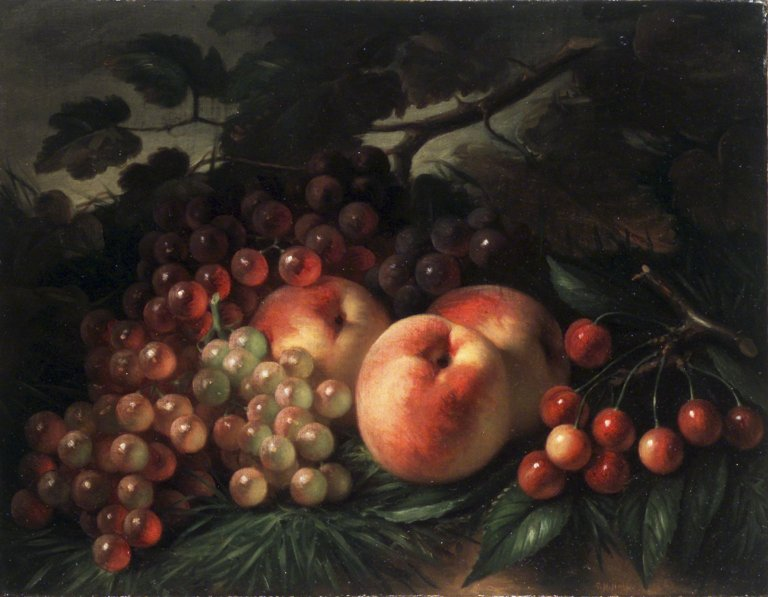